# Latrunculia
Latrunculia är ett släkte av svampdjur. Latrunculia ingår i familjen Latrunculiidae.

## Dottertaxa tillLatrunculia, i alfabetisk ordning[1]
- Latrunculia apicalis
- Latrunculia austini
- Latrunculia basalis
- Latrunculia biformis
- Latrunculia bocagei
- Latrunculia brevis
- Latrunculia citharistae
- Latrunculia cratera
- Latrunculia crenulata
- Latrunculia duckworthi
- Latrunculia fiordensis
- Latrunculia ikematsui
- Latrunculia kaakaariki
- Latrunculia kaikoura
- Latrunculia lendenfeldi
- Latrunculia lunaviridis
- Latrunculia microacanthoxea
- Latrunculia millerae
- Latrunculia multirotalis
- Latrunculia novaecaledoniae
- Latrunculia occulta
- Latrunculia oparinae
- Latrunculia oxydiscorhabda
- Latrunculia palmata
- Latrunculia procumbens
- Latrunculia purpurea
- Latrunculia rugosa
- Latrunculia sceptrellifera
- Latrunculia spinispiraefera
- Latrunculia tetraverticillata
- Latrunculia tricincta
- Latrunculia triloba
- Latrunculia triverticillata
- Latrunculia velera
- Latrunculia wellingtonensis